# БЭСМ
БЭСМ (Большая электронно-счётная машина) — серия советских электронных вычислительных машин общего назначения, разработанных Институтом точной механики и вычислительной техники АН СССР (ИТМ и ВТ) и предназначенных для решения широкого круга задач.

## БЭСМ-1
Разработка БЭСМ-1 была завершена осенью 1952 года. Известна также как БЭСМ Академии наук (БЭСМ АН). Опытная эксплуатация — с 1952 года.
Аппаратная часть машины построена на 4 тыс. электронных ламп и 5 тыс. полупроводниковых диодов. Оперативная память объёмом 2048 чисел — на электронно-лучевых трубках, как у машин «Стрела». Внешняя память — двух типов, на 4 ленточных накопителях суммарным объёмом 120 тыс. чисел и на 2 магнитных барабанах по 5120 чисел. Быстродействие — 8—10 тыс. оп./с, потребляемая мощность — 80 кВт.
Для ввода использована перфолента (1200 чисел в минуту), для вывода — электромеханическое и быстродействующее фотопечатное устройства.
Система представления чисел в машине — двоичная с учётом порядков, то есть в форме чисел с плавающей запятой. Количество разрядов для кода числа — 39. Цифровая часть числа — 32 разряда; знак числа — 1; порядок числа — 5 разрядов; знак порядка — 1 разряд. Диапазон чисел, с которыми оперирует машина, примерно от 10−9 до 10+9. Точность вычислений — примерно 9 десятичных знаков.
Система команд — трёхадресная. Количество разрядов для кода команды — 39. Код операции — 6 разрядов; коды адресов — 3 указателя по 11 разрядов каждый, что позволяло адресовать 2048 ячеек памяти для операндов и результата. Регистры общего назначения отсутствуют.
Машина имела параллельное 39-разрядное АЛУ с плавающей запятой. В систему команд машины входят 9 арифметических операций, 8 операций передач кодов, 6 логических операций, 9 операций управления.
Машина имеет общее поле памяти для команд и данных (Архитектура фон Неймана) — 2047 39-разрядных ячеек (ячейка с номером 0 всегда возвращает машинный нуль). Специальный бит в поле кода команд позволял отключить нормализацию с плавающей точкой и выполнять адресную арифметику. При написании программ для БЭСМ-1 широко применялась техника самомодифицирующегося кода, когда напрямую модифицировалась адресные части команд для доступа к массивам.
Внешняя память — на магнитных барабанах (2 барабана по 5120 слов) и магнитных лентах (4 по 30 000 слов). Скорость обмена с барабаном — 800 чисел в секунду. Скорость записи-считывания с ленты после позиционирования — 400 чисел в секунду. Первоначальный ввод программы и исходных данных осуществляется с перфоленты со скоростью 20 кодов в секунду. Печать результата осуществляется на бумагу со скоростью до 20 чисел в секунду.
Потребляемая мощность — около 35 кВт.
Была создана только одна машина этого типа. Главный конструктор — Сергей Алексеевич Лебедев.
В 1953 году на БЭСМ была опробована оперативная память на ртутных трубках (1024 слова), в начале 1955 года — на потенциалоскопах (1024 слова), в 1957 году — на ферритовых сердечниках (2047 слов).
На 1953 год (октябрь — международная конференция в Дармштадте) — оказалась самой быстродействующей в Европе, но уступала по быстродействию и объёму памяти коммерческой американской IBM 701, поставки которой начались в декабре 1952 года.

## БЭСМ-2
Усовершенствованный вариант БЭСМ-1, подготовленный для производства. Выпускалась с 1958 по 1962 год. Одна из первых серийно выпускавшихся ЭВМ (в 1953—1956 годах серией было выпущено 7 экземпляров ЭВМ «Стрела», с 1957 года начался серийный выпуск машины «Урал-1», которых до 1961 года выпустили 183 экземпляра). Было изготовлено 67 машин. Машина разработана и внедрена коллективами ИТМ и ВТ АН СССР и завода им. Володарского (г. Ульяновск).
Основные технические характеристики аналогичны характеристикам БЭСМ-1. ОЗУ на 2048 39-разрядных слов на ферритных сердечниках (200 000 ферритных сердечников). В машине содержалось 4 тыс. электронных ламп и 5 тыс. полупроводниковых диодов.  
На одной из БЭСМ-2, в частности, был произведён расчёт траектории ракеты, доставившей вымпел СССР на Луну.
В машине применён мелкоблочный монтаж основных узлов. Все основные детали и лампы располагались в стандартных сменных блоках.

## М-20
Основная статья: М-20 (электронно-вычислительная машина).
В 1955 году на основе архитектуры БЭСМ-1 началась разработка М-20, которая выпускалась с 1959 года при участии СКБ-245 Министерства машиностроения и приборостроения (опытный образец и техническая документация). В схемотехнике М-20 сначала использовались электронные лампы (4000 ламп), позднее её перевели на феррит-транзисторные ячейки, а затем на полупроводники. Полупроводниковая М-20 стала основой для серийной БЭСМ-4. Всего, до прекращения выпуска в 1964 году, было произведено 20 машин.

## ЭВМ военного назначения

### М-40
Комплекс для управления РЛС дальнего обнаружения и сопровождения цели и точного наведения противоракеты на баллистическую ракету противника. В марте 1961 г. на этом комплексе впервые в мире была ликвидирована боевая часть баллистической ракеты осколочным зарядом противоракеты. За эти работы коллектив ведущих разработчиков комплекса был удостоен Ленинской премии, в том числе академик С. А. Лебедев и В. С. Бурцев. Впервые были предложены принципы распараллеливания вычислительного процесса за счёт аппаратных средств.
М-40 начала выполнять боевые задачи в 1957 году. Коренная модификация БЭСМ-2 для войск ПВО. 40 тыс. оп./с. с фиксированной запятой, ОЗУ 4096 40-разрядных слов, цикл 6 мкс, представление чисел с фиксированной запятой, разрядность 36, система элементов ламповая и ферритранзисторная, внешняя память — магнитный барабан ёмкостью 6 тыс. слов. Машина работала в комплексе с аппаратурой процессора обмена с абонентами системы и аппаратурой счёта и хранения времени.

### М-50
М-50 введена в 1959 г. и явилась модификацией ЭВМ М-40. Обеспечивала выполнение операций с плавающей запятой и была рассчитана на применение в качестве универсальной ЭВМ. На базе М-40 и М-50 был создан двухмашинный контрольно-регистрирующий комплекс, на котором обрабатывались данные натурных испытаний системы ПРО. 50 тыс. оп./с. Элементная база: лампы, ферриты, полупроводниковые транзисторы и диоды.

### 5Э92б
Двухпроцессорный комплекс с общим полем оперативной памяти. Одна из первых полностью полупроводниковых ЭВМ. Развитая система прерываний с аппаратным и программным приоритетом. Главный конструктор — С. А. Лебедев. Заместитель главного конструктора — B.C. Бурцев. Эскизный проект — 1961 год, межведомственные испытания 1964 г., испытания комплекса из восьми машин 1967 г.
Технические данные: быстродействие — 500 тыс. оп./с.(большая машина), 37 тыс. оп./с. (малая машина); фиксированная запятая; ОЗУ 32 тыс. 48-разрядных слов, построена по модульному принципу, цикл 2 мкс; работа по 28 телефонным и 24 телеграфным дуплексным линиям связи; элементная база — дискретные полупроводники, полный аппаратный контроль, промежуточная память — 4 магнитных барабана по 16 тыс. слов каждый.

### 5Э51
Модификация 5Э92б. Особенности: представление чисел с плавающей запятой, защита оперативной памяти и каналов обмена, работа нескольких операторов в мультипрограммном режиме. Серийно выпускались с 1965 года для военных, в частности, была установлена в ЦККП.

### 5Э26
Создавалась с 1969 года специально для комплекса ПВО ЗРК С-300. 3 процессора, 1 млн оп./с, АЛУ с фиксированной запятой, 36-разрядное (4 бита — контрольные) слово, ОЗУ 32 кбит, память команд 64 Кбит на биаксах. Использовались ИС 133 серии (ТТЛ малой интеграции). Объём корпуса менее 2,5 м³, потребляемая мощность около 5 кВт. Серийно выпускалась с 1975 года, уже после смерти С. А. Лебедева.
| Структура регистров ЭВМ 5Э26 | Структура регистров ЭВМ 5Э26       | Структура регистров ЭВМ 5Э26               |
| Обозначение                  | Разрядность, бит (данные+контроль) | Описание                                   |
| ---------------------------- | ---------------------------------- | ------------------------------------------ |
| УМ                           | 16 + 2                             | регистр указателя магазина                 |
| РНК                          | 20 + 3                             | регистр номера команды                     |
| КБ                           | 18 + 3                             | регистр константной базы                   |
| ЛБ                           | 16 + 2                             | регистр локальной базы                     |
| СМ                           | 32 + 4                             | сумматор АУ                                |
| РМР                          | 32 + 4                             | регистр младших разрядов АУ                |
| РУР                          | 32                                 | регистр условий и режимов                  |
| ИР                           | 16 + 2                             | основной индексный регистр                 |
| ШАГ                          | 16 + 2                             | регистр шага                               |
| ПРД                          | 16 + 2                             | регистр предела                            |
| ИРВ                          | 16 + 2                             | индексный регистр вспомогательный          |
| ГБ                           | 16 + 2                             | регистр глобальной базы                    |
| ДБ                           | 18 + 3                             | регистр дополнительной базы                |
| НГ                           | 16 + 1                             | регистр нижней границы магазина            |
| ВГ                           | 16 + 2                             | регистр верхней границы магазина           |
| РП0                          | 32                                 | регистр прерываний нулевой                 |
| РП1                          | 32                                 | регистр прерываний первый                  |
| РМ0                          | 32 + 4                             | регистр маски нулевой                      |
| РМ1                          | 32 + 4                             | регистр маски первый                       |
| РУО                          | 16 + 1                             | регистр управления устройством обмена      |
| ССП0                         | 32                                 | регистр слова состояния процессора нулевой |
| ССП1                         | 32                                 | регистр слова состояния процессора первый  |

## БЭСМ-3М
Небольшой макет машины, построенный из макетов основных узлов ЭВМ на первых полупроводниковых элементах. Инициативная разработка молодых сотрудников ИТМиВТ. Повторяла структурно-логическую схему М-20. Стала основой для серийной БЭСМ-4.

## БЭСМ-4
БЭСМ-4 представляла собой трёхадресную машину на полупроводниках, унаследовала архитектуру М-20. Быстродействие — 20 тыс. плавающих оп./с., быстрых операций — до 40 тыс. Оперативное ЗУ на ферритных сердечниках (8192 слова, слова 45-разрядные, организованные в два куба по 4к слов). Стандартный комплект — 4 НМЛ, 4 магнитных барабана по 16к слов, устройства ввода-вывода перфокарт, 128-колоночное АЦПУ (алфавитно-цифровое печатающее устройство), «быстропечатающее устройство» (только цифры, 16 столбцов).
Арифметика с ПЗ включала 4 команды с модификациями и аппаратно реализованное извлечение квадратного корня.
Арифметика с фиксированной запятой — рудиментарная, для целей адресной арифметики.
Возможность работы с удалёнными объектами по телефонным и телеграфным каналам связи. Каналы связи в стандартной конфигурации отсутствовали. Главный конструктор — О. П. Васильев. БЭСМ-4 производилась с 1965 года, всего было выпущено 30 машин.
Для БЭСМ-4 существовало не менее 3 разных компиляторов с языка Алгол-60, компилятор Fortran, не менее 2 разных ассемблеров (дубнинский и Баяковского), компилятор с оригинального языка Эпсилон.
С помощью БЭСМ-4 был сделан мультфильм «Кошечка».

## БЭСМ-6
Основная статья: БЭСМ-6.
Первая супер-ЭВМ второго поколения — на полупроводниковых транзисторах.
Разработка завершена в конце 1966 года. Главный конструктор — Сергей Алексеевич Лебедев, заместители главного конструктора — Владимир Андреевич Мельников и Лев Николаевич Королёв. В 1968 году начат выпуск на заводе счётно-аналитических машин (САМ) в Москве. До 1987 года, когда был прекращён выпуск БЭСМ-6, было произведено 355 машин.